# Hal Mohr
Hal Mohr est un directeur de la photographie et réalisateur américain né le 2 août 1894 à San Francisco, Californie (États-Unis) et mort le 10 mai 1974 à Santa Monica (États-Unis).

## Filmographie

### Comme directeur de la photographie
- 1915 : Last Night of the Barbary Coast
- 1917 : The Big Idea de Gilbert Pratt et lui-même
- 1918 : Restitution
- 1920 : The Golden Trail
- 1922 : The Unfoldment
- 1922 : Watch Him Step
- 1923 : The Unsuspecting Stranger
- 1923 : Bag and Baggage
- 1924 : A Woman Who Sinned
- 1924 : Vanity's Price
- 1925 : He Who Laughs Last
- 1925 : Le Monstre (The Monster), de Roland West
- 1925 : Playing with Souls
- 1925 : La Petite Annie (Little Annie Rooney) de William Beaudine
- 1926 : Les Moineaux (Sparrows)
- 1926 : The Marriage Clause
- 1926 : The High Hand de Leo D. Maloney
- 1926 : The Third Degree
- 1927 : Bitter Apples
- 1927 : A Million Bid
- 1927 : The Heart of Maryland
- 1927 : Slightly Used
- 1927 : Old San Francisco d'Alan Crosland
- 1927 : Le Chanteur de jazz (The Jazz Singer) d'Alan Crosland
- 1927 : Minuit à Chicago (The Girl from Chicago)
- 1928 : Tenderloin
- 1928 : Glorious Betsy
- 1928 : La Symphonie nuptiale (The Wedding March)
- 1929 : Erik le mystérieux (The Last Performance) de Paul Fejos
- 1929 : Le Dernier Avertissement (The Last Warning) de Paul Leni
- 1929 : Broadway de Paul Fejos
- 1929 : Shanghai Lady
- 1930 : La Féerie du jazz (The King of Jazz)
- 1930 : The Czar of Broadway de William J. Craft
- 1930 : Big Boy (en) d'Alan Crosland
- 1930 : Outward Bound
- 1930 : The Cat Creeps de Rupert Julian et John Willard
- 1930 : The Cohens and the Kellys in Africa
- 1931 : The Front Page
- 1931 : A Woman of Experience (en)
- 1931 : The Common Law
- 1931 : Devotion
- 1931 : The Big Gamble
- 1932 : A Woman Commands
- 1932 : Lady with a Past
- 1932 : Week Ends Only
- 1932 : The First Year
- 1932 : Tess of the Storm Country
- 1933 : La Foire aux illusions (State Fair) de Henry King
- 1933 : The Warrior's Husband
- 1933 : I Loved You Wednesday
- 1933 : The Devil's in Love
- 1933 : The Worst Woman in Paris?
- 1934 : As Husbands Go
- 1934 : Carolina
- 1934 : David Harum
- 1934 : Premier Amour (Change of heart) de John G. Blystone
- 1934 : Charlie Chan's Courage d'Eugene Forde
- 1934 : Entrée de service (Servants' Entrance) de Frank Lloyd
- 1935 : Le Démon de la politique (The County Chairman) de John G. Blystone
- 1935 : Rivaux (Under Pressure) de Raoul Walsh
- 1935 : Le Songe d'une nuit d'été (A Midsummer Night's Dream)
- 1935 : Le Capitaine Blood (Captain Blood)
- 1936 : Le Mort qui marche (The Walking Dead)
- 1936 : Guerre au crime (Bullets or Ballots)
- 1936 : Les Verts Pâturages (The Green Pastures)
- 1936 : Quatre Femmes à la recherche du bonheur (Ladies in Love)
- 1937 : Top of the Town
- 1938 : J'ai retrouvé mes amours (I Met My Love Again)
- 1939 : Back Door to Heaven
- 1939 : Les Petites Pestes (The Under-Pup) de Richard Wallace
- 1939 : Rio
- 1939 : Femme ou Démon (Destry Rides Again)
- 1940 : Les Dalton arrivent (When the Daltons Rode) de George Marshall
- 1941 : Cheers for Miss Bishop
- 1941 : L'Or du ciel (Pot o' Gold)
- 1941 : Cinquième Bureau (International Lady)
- 1942 : Twin Beds
- 1942 : Mademoiselle Palmer et son psychiatre (Lady in a Jam) de Gregory La Cava
- 1943 : Le Fantôme de l'Opéra (Phantom of the Opera)
- 1943 : Quand le jour viendra (Watch on the Rhine)
- 1943 : Top Man
- 1944 : Escadrille de femmes (Ladies Courageous)
- 1944 : Et voilà la vie (This Is the Life) de Felix E. Feist
- 1944 : San Diego I Love You
- 1944 : La Passion du Docteur Holmes (The Climax) de George Waggner
- 1944 : Enter Arsene Lupin
- 1944 : My Gal Loves Music (en)
- 1945 : Her Lucky Night
- 1945 : Les Amours de Salomé (Salome Where She Danced)
- 1945 : Shady Lady
- 1946 : Night in Paradise d'Arthur Lubin
- 1946 : Because of Him
- 1946 : A Night in Paradise
- 1947 : Schéhérazade (Song of Scheherazade)
- 1947 : I'll Be Yours
- 1947 : Moments perdus (The Lost Moment) de Martin Gabel
- 1947 : Pirates of Monterey
- 1948 : Another Part of the Forest
- 1948 : Le Droit de tuer (An Act of Murder) de Michael Gordon
- 1949 : Prison de la liberté (Johnny Holiday)
- 1950 : Dans l'ombre de San Francisco (Woman on the Run) de Norman Foster
- 1951 : The Second Woman
- 1951 : La Grande Nuit (The Big Night) de Joseph Losey
- 1952 : L'Ange des maudits (Rancho Notorious) de Fritz Lang
- 1952 : The Four Poster d'Irving Reis
- 1952 : I Married Joan (série télévisée)
- 1952 : The Member of the Wedding de Fred Zinnemann
- 1953 : L'Equipée sauvage (The Wild One) de László Benedek
- 1956 : The Boss (en)
- 1957 : L'Ennemi public (Baby Face Nelson) de Don Siegel
- 1958 : The Lineup de Don Siegel
- 1958 : Trafiquants d'armes à Cuba (The Gun Runners) de Don Siegel
- 1960 : Panique à bord (The Last Voyage) d'Andrew L. Stone
- 1961 : Les Bas-fonds new-yorkais (Underworld U.S.A.) de Samuel Fuller
- 1961 : Le Père de la mariée ("Father of the Bride") (série télévisée)
- 1962 : The Creation of the Humanoids de Wesley Barry
- 1963 : Les Pieds dans le plat (The Man from the Diner's Club) de Frank Tashlin
- 1968 : The Bamboo Saucer

### comme réalisateur
- 1915 : Last Night of the Barbary Coast
- 1937 : When Love Is Young
- 1943 : Quand le jour viendra (Watch on the Rhine)